# Doina Spîrcu
Doina Spîrcu, nata Craciun (24 luglio 1970), è un'ex canottiera rumena.

## Palmarès

### Olimpiadi
- 1 medaglia:
  - 1 oro (Atlanta 1996 nell'otto)

### Mondiali
- 5 medaglie:
  - 1 oro (St. Catharines 1999 nell'otto)
  - 4 argenti (Tampere 1995 nell'otto; Aiguebelette 1997 nel quattro senza; Zagabria 2000 nel quattro senza; Lucerna 2001 nell'otto)